# فرودگاه فایربایرن کانبرا
فرودگاه فایربایرن کانبرا (به انگلیسی: Fairbairn, Canberra) (به زبان بومی: Fairbairn) یک فرودگاه همگانی با کد یاتا CBR است که یک باند فرود آسفالت دارد و طول باند آن ۲۶۸۰ متر است. این فرودگاه در شهر کانبرا کشور استرالیا قرار دارد و در ارتفاع ۵۷۵ متری از سطح دریا واقع شده است.